# Marktbreit (accampamento romano)
Il campo militare romano di Marktbreit si trova nella regione tedesca della Baviera lungo il fiume Meno. Costituisce uno dei più importanti siti costruiti dall'Esercito romano dell'epoca di Augusto, nell'ambito del progetto di occupazione della Germania e della sua trasformazione in provincia romana.
Il complesso è poco distante dal fiume Meno sulla sua riva meridionale ad una distanzia di circa 140 km da Mogontiacum e 170 km da Augusta Vindelicorum.

## Storia

### Dalle campagne di Tiberio a quelle di Germanico (5-16)
Gli studiosi moderni ritengono che il sito servisse per lanciare l'offensiva contro i Marcomanni di Maroboduo nel 6 sotto il legato Gaio Senzio Saturnino, ma potrebbe essere stato fondato già all'epoca dal governatore della nuova provincia di Germania, Lucio Domizio Enobarbo (console 16 a.C.), nel 3-1 a.C., o forse prima nel 5 a.C. sotto un governatore ignotus.
La fine del suo utilizzo fu, quasi certamente, la disfatta di Teutoburgo, dove tre legioni romane ed il suo comandante, Publio Quintilio Varo, furono annientate nel 9 d.C.
Il campo potrebbe essere stato utilizzato anche nel corso delle campagne di Germanico del 15-16.

## Gli scavi archeologici

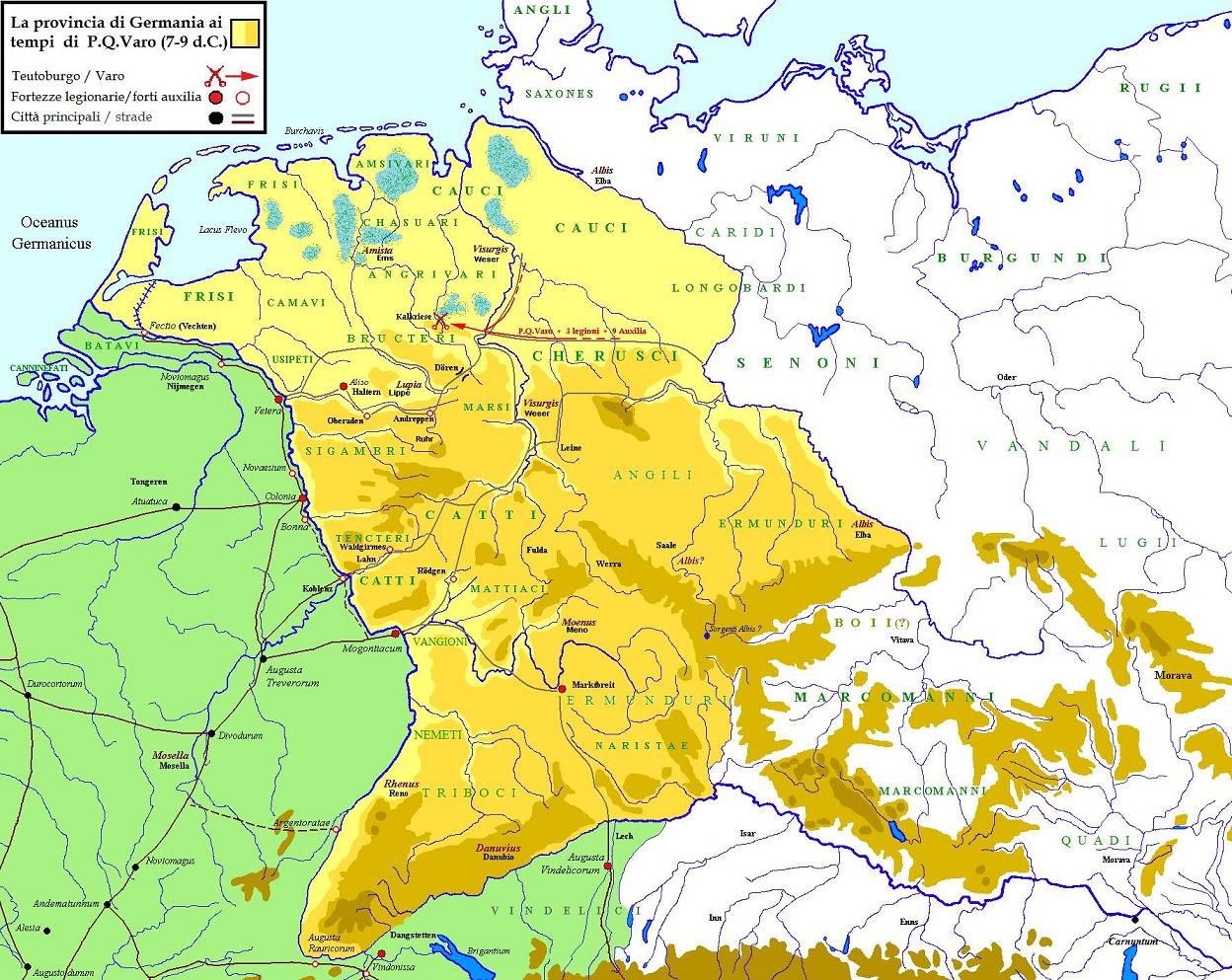
La provincia romana di Germania Magna nel 9, poco prima della disfatta di Varo.

Il primo ritrovamento archeologico della zona risale al 1985, grazie ai nuovi metodi archeologici seguiti con la ricerca aerea da parte del Dr. Otto Braasch. I primi sondaggi sul campo hanno rivelato un terrapieno alto circa 2,8 metri ed una palizzata lungo il perimetro di un campo a forma irregolare, che racchiudeva un'area di 37 ettari circa (750 x 500 m).
Gli scavi successivi, dal 1986 al 1992, hanno rivelato il sito dell'alloggio il comandante (Praetorium) ed il centro amministrativo della fortezza (i Principia) oltre ad un portone d'ingresso sul lato nord-est.
Questo campo faceva parte dell'insieme di altri accampamenti ausiliari e legionari presenti in Germania come: Haltern, Holsterhausen, Oberaden, Beckinghausen, Anreppen e Rödgen.

### Fonti primarie
- Cassio Dione Cocceiano, Storia romana, LV, 28.
- Velleio Patercolo, Storia di Roma, II, 108-110.

### Fonti moderne
- D.B.Campbell, Roman Legionary Fortresses 27 BC-AD 378, Oxford-N.Y. 2006, p. 9, 11 e 13.
- V.A.Maxfield, L'Europa continentale, a cura di J.Wacher, parte IV, cap. VIII, Bari 1989, p. 160-163.
- Wells, C.M., The german policy of Augustus, in Journal of Roman Studies, 1972.
- AAVV, Jährliche Grabungsberichte, in Das Archäologische Jahr in Bayern, 1985 – 1992.
- M. Pietsch, D. Timpe, L. Wamser, Das augusteische Truppenlager Marktbreit. Bisherige archäologische Befunde und historische Erwägungen. Berlino RGK 72, 1991.
- M. Pietsch, Die Zentralgebäude des augusteischen Legionslagers von Marktbreit und die Principia von Haltern, Germania 71, 1993.